# جانيس ماكلاين
جانيس ماكلاين (بالإنجليزية: Janice McClain)‏ هي مغنية وكاتبة غنائية أمريكية، ولدت في 25 يناير 1964.